# Entephria intermediaria
Entephria intermediaria är en fjärilsart som beskrevs av Alphéraky 1883. Entephria intermediaria ingår i släktet Entephria och familjen mätare. Inga underarter finns listade i Catalogue of Life.